# Half-Life 2
Half-Life 2 (с англ. — «период полураспада 2») — компьютерная игра в жанре научно-фантастического шутера от первого лица, сиквел Half-Life, вторая игра серии Half-Life, разработанная компанией Valve, издаваемая ими же и Sierra Entertainment. Игра была выпущена в 2004 году, получила всеобщее признание и собрала множество наград и более 45 титулов «Игра года 2004». В 2012 году Half-Life 2 была награждена на Spike VGA 10 (Spike Video Game Awards) как лучшая игра десятилетия.
Разработка длилась пять лет, а в 2003 году исходный код игры был похищен и выложен в Интернет. Основными технологическими достижениями разработчиков можно считать движок Source, предоставивший игрокам потрясающую анимацию персонажей, продвинутый искусственный интеллект противников, реалистичную физику и шейдерный рендеринг. Невиданный ранее уровень взаимодействия игрока с внешним миром был достигнут благодаря использованию модифицированной версии физического движка Havok Physics. На сегодняшний день продано более 12 миллионов копий игры, не учитывая продажи через сервис Steam. В 2005 году игра была переиздана в коллекционном коробочном издании Half-Life — игра года. В России и странах СНГ сборник был выпущен компанией Бука. На разработку игры было затрачено около 40 миллионов долларов США.

## Сюжет
После инопланетного вторжения в научно-исследовательский комплекс «Чёрная Меза» инопланетная цивилизация, известная как Альянс, захватила и подчинила себе Землю в ходе Семичасовой войны. Примерно через двадцать лет после событий первой части Half-Life Гордон Фримен пробуждается из стазиса от голоса G-Man’а, сообщающего Гордону, что его «час снова пробил». Гордон приходит в себя в пассажирском поезде, прибывшем в Сити-17. В этом городе расположена Цитадель, сооружение высотой в несколько километров, служащее штаб-квартирой Альянса на Земле. С помощью члена Сопротивления Барни Калхуна Гордон отправляется в лабораторию доктора Айзека Кляйнера, но по пути его задерживают и избивают солдаты Альянса. На помощь Гордону приходит Аликс Вэнс, которая отводит его в лабораторию. Доктор Кляйнер отправляет Аликс а за ней Гордона в Восточную Чёрную Мезу, главную базу Сопротивления, но в ходе телепортации Гордона хедкраб Ламарр сбивает настройки. Гордон ненадолго телепортируется в различные места, в том числе в Цитадель, в кабинет доктора Уоллеса Брина, бывшего администратора Чёрной Мезы, после вторжения Альянса ставшего марионеточным временным администратором Земли. Телепорт выбрасывает Гордона близ лаборатории, силы Альянса поднимают небывалую по масштабам тревогу и Гордона ожидает долгий и опасный путь до базы.
Прибыв на Восточную Чёрную Мезу, Гордон встречается с бывшими сотрудниками Чёрной Мезы Илаем Вэнсом (отцом Аликс) и Джудит Моссман. Аликс знакомит Гордона со своим домашним роботом Псом. Гордон играет с Псом и гравитационной пушкой, но в этот момент Восточную Чёрную Мезу внезапно захватывают силы Альянса, Илай и Джуди попадают в плен. Гордон вынужден бежать через кишащий зомби город-призрак Рейвенхолм. Единственный уцелевший житель города отец Григорий, помогает ему дойти до шахты. Выбравшись из города, Гордон добирается до аванпоста Сопротивления и едет на багги по Шоссе 17 в тюрьму Нова-Проспект, где содержатся Илай и Джудит. Он проникает в тюрьму и встречается с Аликс. Они находят Илая и узнают, что Джудит — шпионка Альянса. Прежде чем они успевают остановить её, Джудит телепортирует себя и Илая в Цитадель. Гордон и Аликс сбегают из Нова-Проспект с помощью телепортатора.
Вернувшись в лабораторию доктора Кляйнера, Гордон и Аликс узнают, что уже неделю идёт полномасштабное восстание Сопротивления. С помощью Барни и Пса Гордон пробивается внутрь Цитадели а Аликс попадает в плен. В Цитадели энергетическое поле разоружает Гордона, в то же время усиливая его гравипушку и ему удаётся пробиться наверх башни. Гордон попадает в плен и в транспортной капсуле переносится в кабинет доктора Брина. Доктор Брин сообщает, что намерен использовать пленников в качестве рычага давления во время переговоров Сопротивления с Альянсом, что противоречит тому, что он ранее говорил Джудит. Возмущённая Джудит освобождает Гордона, Аликс и Илая. Доктор Брин спешит к телепорту на крыше Цитадели, связанному с миром Альянса, но Гордон уничтожает реактор Цитадели, и доктор Брин падает в бездну. В тот момент, когда реактор взрывается, снова появляется G-Man, замораживает время, благодарит Гордона за проделанную работу и помещает его обратно в стазис.

## Игровой процесс

### Мультиплеер
До выхода Half-Life 2: Deathmatch единственной возможностью мультиплеера на движке Source была Counter-Strike: Source. 30 ноября 2004 года Valve выпустила специальное дополнение Half-Life 2: Deathmatch и полный SDK бесплатно для всех владельцев Half-Life 2. Позже Valve предоставила возможность бесплатно получить Half-Life 2: Deathmatch владельцам видеокарт ATI и NVidia — даже тем, у кого нет Half-Life 2.

### Персонажи

#### Враги
Многие враги, знакомые по Half-Life, появляются и в Half-Life 2 — это хедкрабы, барнаклы и зомби. Однако, бо́льшая часть игры проходит в противостоянии с войсками Альянса, которые используют против Гордона и повстанцев значительные военные силы множества подразделений: от патрульных Гражданской обороны до боевых машин-синтетов, преимущественно штурмовиков и страйдеров.

#### Союзники
Хотя большую часть игры Гордону приходится сражаться одному, как и в первой Half-Life, в некоторых эпизодах он пользуется помощью союзников. По большей части это члены Сопротивления, но ему встречаются и дружественные вортигонты. В некоторых ключевых локациях Фримен встречается с более важными NPC, такими как Аликс Вэнс, Барни Калхаун и робот Аликс — Пёс.

## Разработка
Разработка игры началась в июне 1999 года, спустя полгода после выхода первой Half-Life. В разработке участвовали 82 человека, или 100 человек с учётом актёров озвучки. Директор Valve Гейб Ньюэлл ориентировался на создание революционной игры, которая станет переосмыслением жанра FPS, и предоставлял команде неограниченные сроки и бюджет на разработку. Сценаристом игры выступил Марк Лэйдлоу, занимавшийся созданием общей структуры повествования игры и проработкой интеграции сюжета с игровым процессом.
Valve выделяется среди других компаний-разработчиков необычной «плоской» и демократичной организационной структурой. Обычно игровые студии разделены на специализированные отделы с чётко определёнными функциями, например, подразделения художников или программистов искусственного интеллекта. В Valve разработкой Half-Life 2 занимались шесть междисциплинарных «кучек» (англ. cabal). За каждым уровнем игры была закреплена такая «кучка» — группа из четырёх-пяти человек; обычно в «кучках» было поровну дизайнеров уровней и программистов. Каждая такая группа разрабатывала свой уровень в целом независимо от других, но сотрудники регулярно показывали другим «кучкам» результаты своей работы и обменивались идеями. Другие «кучки» такого же небольшого размера работали над аспектами дизайна, затрагивавшими разные уровни — например, оружием, обычно во взаимодействии с представителями «кучек», работавших над уровнями. Существовала также «кучка кучек», куда входили представители всех шести групп — на них возлагалась обязанность просматривать и критиковать результаты работы отдельных «кучек».
Специально для игры был создан движок Source — его разрабатывали и дополняли параллельно с игрой. Source основан на GoldSrc, движке первой Half-Life. Движок поддерживает передовые на момент выпуска игры возможности DirectX 9: динамический рендеринг, рельефные текстуры, мягкие тени, улучшенное сглаживание и прочее. Для игровых объектов используются в основном текстуры разрешением 512 × 512 пикселей (против 128 × 128 в первой части). Трёхмерные модели большинства NPC содержат около 3000 полигонов, некоторых сюжетно важных — около 7500, монстров и прочих объектов — не более 2000. В состав движка входит утилита FacePoser, отвечающая за реализацию мимики персонажей и синхронизирующая мимику с произносимыми фразами.
Valve уделяла особое внимание «плейтестам» — тестированию пока что незаконченной игры с участием сторонних добровольцев-тестировщиков. Этих игроков компания набирала в общественных местах, где могли собираться фанаты Half-Life — например, магазины сети Electronics Boutique. Предлагали компьютер с одним из уровней игры; разработчики из «кучки», работавшей над этим уровнем, наблюдали за прохождением на экране телевизора, подключённого к компьютеру. Им не разрешалось разговаривать с тестировщиком; они должны были только смотреть и делать заметки. Это позволяло выявлять работающие элементы уровня и идеи и отбраковывать то, что игрок не понимал. По итогам плейтеста «кучка» дорабатывала уровень, и он проходил новый плейтест.
Первая тестовая карта Get your free TVs появилась летом 2001 года. Она была создана для проверки искусственного интеллекта и физики и демонстрировала бои между бунтующими горожанами и полицейскими. В конце 2001 года Valve приступила к созданию демонстрационного ролика, который планировалось показать на E3 2002. Этот ролик создавался без участия Ньюэлла, чтобы он мог дать объективную оценку. Команда представила Ньюэллу демонстрационный ролик, демонстрирующий физику, окружение и сцену с доктором Кляйнером. Ньюэлл посчитал, что в ролике недостаточно хорошо продемонстрировано, как физика влияет на геймплей, а сцена с Клейнером слишком затянута. В сентябре 2002 года команда закончила работу над вторым роликом, в котором были показаны гонки на багги вдоль побережья, встреча с хедкрабами, нападение страйдера на город и значительно сокращенная сцена диалога с Кляйнером. В октябре Ньюэлл сообщил команде, что они анонсируют Half-Life 2 на E3 2003 и выпустят её к концу года.
В апреле 2003 было объявлено, что Half-Life 2 будет представлена на E3 2003. Как и было запланировано, анонс состоялся 15 мая 2003 года.
Изначально выход игры был запланирован на 30 сентября 2003 года, однако позднее был отложен на канун католического Рождества.
В октябре 2003 исходный код игры был похищен вместе с ранней версией. В связи с этим релиз был отложен до 2004 года.
Игра ушла на золото после окончания финального тестирования — 18 октября 2004 года.
16 ноября 2004 года Half-Life 2 поступила в продажу.
В ноябре 2024 года в честь двадцатилетия игры Valve временно сделала Half-Life 2 доступной бесплатно в Steam. Игра была обновлена, в неё были добавлены первый и второй эпизоды, а также демоверсия Lost Coast. Кроме того, были улучшены графика и управление, восстановлен утраченный контент, исправлены ошибки и добавлены комментарии разработчиков. Также Valve выпустила двухчасовой документальный фильм, посвящённый созданию игры.

### Сеттинг и персонажи
В то время, как сюжет первой части Half-Life происходил по большей части в стенах Чёрной Мезы, в Half-Life 2 разработчики ориентировались на создание «более эпического и глобального окружения».
Дизайн Сити-17 основывался на городах Восточной Европы, в том числе Болгарии, России и Румынии. Виктор Антонов, главный дизайнер игры, писал:

Одной из причин, по которой нам понравилась Восточная Европа, было то, что она представляет собой столкновение старого и нового в той мере, в какой это трудно передать [в сеттинге] Соединённых Штатов. Вы едете туда, и здесь наблюдается столкновение всех этих вещей: смешение новой и старой архитектуры, падение коммунизма… возникает ощущение прочно укоренившегося исторического места. Мы отбросили готическую тематику, связанную с Прагой и вампирами, и обратились к другому аспекту этого региона.
Оригинальный текст (англ.)One of the reasons that we liked Eastern Europe as a setting was that it represents the collision of the old and the new in a way that is difficult to capture in the United states. You go over there, and you have this collision between all of these things, the new architecture, the old architecture, the fall of communism...there's a sense of this strongly-grounded historical place. We leit out the gothic themes associated with Prague and vampires and looked into a different aspect of the region.

По первоначальным концептам, среди локаций игры должны были быть фабрики Альянса (на которых по первому концепту должны были работать дети, по второму концепту на фабриках высасывалась энергия из пленных вортигонтов) и Воздухообменник (огромный воздухоперерабатывающий завод, саботаж Гордона на котором должен был повлечь восстание против Альянса). Также предполагалось, что полицейскими роботами-менхэками будут управлять жители, убеждённые, что играют в видеоигру, но эта идея оказалась сложной и «не очень смешной».
Шахтёрский городок Рэйвенхольм из эпизода «Мы не ходим в Рейвенхольм» был основан на сохранившемся с довольно ранней сборки игры наборе карт, рассчитанном на раскрытие возможностей грави-пушки. В условиях замкнутого пространства игрок вынужден использовать все возможные окружающие предметы в качестве снарядов для борьбы с заполонившими населённый пункт хедкрабами и зомби. Финальный бой на городском кладбище возник с самого начала разработки Half-Life 2, и был включён в демонстрацию Valve на E3 2003 года.
По словам аниматора Кена Бердвелла, Valve решила уделить большое внимание созданию правдоподобных персонажей, пронаблюдав за реакцией игроков на второстепенных персонажей первой Half-Life. Несмотря на то, что их проработке разработчики не придавали особого значения, игроки сильно антропоморфизировали их. В разработке персонажей Бердвелл работал вместе с профессором Нью-Йоркского университета Кеном Перлином. Для создания мимики персонажей Бердвелл изучал работы психолога Пола Экмана.

## Отзывы и критика
| Сводный рейтинг       | Сводный рейтинг        | Сводный рейтинг |
| Издание               | Оценка                 | Оценка          |
| Издание               | PC                     | Xbox            |
| --------------------- | ---------------------- | --------------- |
| GameRankings          | 95,48 %                | 89,83 %         |
| Metacritic            | 96/100                 | 90/100          |
| Иноязычные издания    |                        |                 |
| Издание               | Оценка                 | Оценка          |
| Издание               | PC                     | Xbox            |
| 1UP.com               | A+                     | N/A             |
| Edge                  | 10/10                  | N/A             |
| Eurogamer             | 10/10                  | 9/10            |
| GamePro               | [ 32 ]                 | N/A             |
| GameSpot              | 9.2/10                 | N/A             |
| GameSpy               | [ 34 ]                 | N/A             |
| GamesRadar+           | [ 35 ]                 | N/A             |
| IGN                   | 9,7/10                 | N/A             |
| PC Gamer (US)         | 98 %                   | N/A             |
| VideoGamer            | 10/10                  | N/A             |
| The New York Times    | Положительная рецензия | N/A             |
| Русскоязычные издания |                        |                 |
| Издание               | Оценка                 | Оценка          |
| Издание               | PC                     | Xbox            |
| 3DNews                | Выбор редакции         | N/A             |
| Absolute Games        | 91 %                   | N/A             |
| «PC Игры»             | 9/10, «Золотой кулер»  | N/A             |
| «Игромания»           | 10/10, выбор редакции  | N/A             |
| «Игры Mail.ru»        | 8,5/10                 | N/A             |
| «Мир фантастики»      | 9/10, выбор редакции   | N/A             |
| «Страна игр»          | 9,5/10                 | 8,0/10          |
| GameGuru              | Положительная рецензия | N/A             |
| iXBT Games            | Положительная рецензия | N/A             |

Half-Life 2 получила всеобщее признание. Игра стала одной из самых успешных и получила 96 % из 100 возможных на GameRankings и Metacritic. По данным на 2008 год игра была продана в количестве более 6.5 миллионов, не учитывая продажи через сервис Steam. Летом 2018 года, благодаря уязвимости в защите Steam Web API, стало известно, что точное количество пользователей сервиса Steam, которые играли в игру хотя бы один раз, составляет 8 877 286 человек.
В рецензии IGN было отмечено, что «Half-Life 2 отвоевала у DOOM 3 место самой красивой игры на ПК» и что игра геймплейно является «практически безупречной реализацией шутера от первого лица». В рецензии The New York Times был подвергнут критике долгий процесс установки игры, но положительно восприняты атмосфера антиутопии, реализация мимики персонажей, детализированные и «почти фотореалистичные» визуальные эффекты, а также то, что, в отличие от вышедших в том же году Halo 2 или Metroid Prime 2: Echoes, сиквел ощущается как отдельная игра, а не как модификация к первой части. Рецензентом было отмечено, что Half-life 2 имеет «самый разнообразный геймплей среди всех шутеров со времен первой Half-Life». При этом был подвергнут критике слабый сюжет: «И все же, хотя Half-Life 2 предлагает более насыщенный сюжет и более выразительных персонажей, повествование в итоге оказывается менее увлекательными. Игра ограничивается намёками на историю такого мрачного будущего и не объясняет мотивацию администратора Сити-17… Концовка игры — самая разочаровывающая со времен Enter the Matrix, она оставит игрока в недоумении и раздражении, без ощущения облегчения или развязки сюжета». Подводя итоги, рецензент говорит, что ни в одной игре не было реализовано на качественном уровне столько разных элементов, как в Half-Life 2.

## Награды

### 2003 год
- Лучшее шоу E3 2003 — GamersDepot; GameSpy; Game Informer[54]; GameSpot[55]; IGN PC’s Best of E3 2003 Awards[56]; Game Critics Awards: Best of E3 2003[57]
- The London Games Week Award — ECTS 2003[58]
- Лучшая «новостная шумиха» 2003 года — GameSpot[59]
- Лучший видеоролик 2003 года — GameSpy; File Planet
- Самая ожидаемая игра для PC '2004 — GameMag.ru
- 2004 № 1 Most Wanted — GameSpy[60]
- Лучшая PC-игра — GameSpy; Game Critics Awards: Best of E3 2003[57]
- Лучшая action-игра — GameSpy; IGN PC’s Best of E3 2003 Awards[56]; Game Critics Awards: Best of E3 2003[57]
- Непревзойдённая технология — IGN PC’s Best of E3 2003 Awards[56]
- Лучшая графика — IGN PC’s Best of E3 2003 Awards[56]
- BEST OF E3 2003 — Overall — Game Revolution
- BEST OF E3 2003 — Action — Game Revolution
- Специальная награда за графику — Game Critics Awards: Best of E3 2003[57]

### 2004 год
- Лучшее шоу E3 — GameSpy[61]
- Лучшая PC-игра — GameSpy[61]; IGN; Spike Video Game Awards 2004[62]
- Лучший FPS — GameSpy[61]; IGN[63]; Game Arena
- Непревзойдённая технология — IGN
- Лучшая графика — Spike Video Game Awards 2004[62]; IGN[64]; GameSpy
- Игра года на PC — IGN[65]; Game Arena; GameSpy; The Guardian
- Игра года — EDGE
- Награда за новаторство — EDGE
- Лучший графический дизайн — EDGE; GameSpot
- Лучшая игра 2004 года — Game Arena
- Лучший боевик — GameSpy
- Лучший персонаж (Пёс) — GameSpy
- Самая громкая новость года — GameSpy
- Самая ожидаемая игра 2004 года — GameSpy
- Лучший боевик — GameSpot
- Лучший боевик на PC — GameSpy
- Самая лучшая игра на PC — GameSpy

### 2005 год
- Лучшая игра года на PC — Voodoo Extreme; 4Players
- Лучший боевик — Voodoo Extreme; PC Games (нем.)
- Лучший боевик на PC — Shacknews; 4Players
- Абсолютная игра года — Shacknews
- Лучший сценарий — 4Players
- Лучшая графика на PC — 4Players
- Лучший сиквел на PC — 4Players
- Лучшая игра 2004 года — BBC News[66]; Playground.ru[67]; DriverHeaven; Fragzone[68]; PC Zone; Stuff; Absolute Games
- Лучшая игра — Eurogamer.net[69]; GDC 2005[70]
- Лучшая игра года — G4TechTV; PC Games (нем.); Pelit; Sky News; BAFTA; Golden Joystick Awards
- Лучший шутер 2004 года — PlayGround.ru[71]
- Лучшая графика — PC Games (нем.); G-Phoria Awards
- Лучшая мужская роль (Гордон Фримен) — GaMMeR
- Лучшая роль второго плана (Аликс Вэнс) — GaMMeR
- Лучший игровой мир — GaMMeR
- Лучшие спецэффекты — GaMMeR
- Лучший action — GaMMeR
- Лучшая локализация — GaMMeR
- Игра года (2004) — GaMMeR; PCGameplay; AIAS; Игромания[72][73]; Game.EXE[74]; PC Игры[74]
- Лучшая музыка — Computer Gaming World
- Лучший персонаж (Пёс) — Computer Gaming World
- Лучшая игра 2004 года на PC — Dagbladet
- Лучшая игра на всех игровых платформах — Dagbladet
- Абсолютная игра 2004 года — IGN
- Компьютерная игра года — AIAS
- Инновации в компьютерных играх — AIAS
- Выдающиеся достижения в графическом исполнении — AIAS
- Выдающиеся достижения в анимации — AIAS
- Лучшее выступление мужского персонажа в игре (Роберт Гийом) — AIAS
- Выдающиеся достижения в проработке геймплея — AIAS
- Выдающиеся достижения в визуальной подаче игры — AIAS
- Лучший шутер — AIAS; Страна игр[74]
- Лучшая игра 2004 года в жанре action — Absolute Games
- Лучший сиквел 2004 года — Absolute Games
- Лучший игровой сценарий 2004 года — Absolute Games
- Лучший визуальный ряд в игре 2004 года — Absolute Games
- Лучшая оригинальная игровая музыка 2004 года — Absolute Games
- Лучший звуковой дизайн в игре 2004 года — Absolute Games
- Игра 2004 года, в которую хочется играть снова и снова — Absolute Games
- Лучший видеоряд 2004 года — Tom’s Hardware Guide (рус.)[75]
- Лучший FPS 2004 года — Tom’s Hardware Guide (рус.)[76]
- Лучший сюжет — Игромания[74]
- Игра года по совокупности показателей — Навигатор игрового мира[74]
- Лучшая игра на PC — Страна игр[74]; BAFTA
- Лучшая анимация — BAFTA
- Лучшее художественное направление — BAFTA
- Дизайн персонажей — GDC 2005[70]
- Технология — GDC 2005[70]
- Сценарий — GDC 2005[70]
- Лучшее женское озвучивание (Мерл Дэндридж) — G-Phoria Awards
- Игра года на PC — GIGA GAMES AWARD 2005[77]
- Лучшая игра года на Xbox — GameSpy; PALGN
- Лучший шутер года на Xbox — GameSpy
- Эта игра должна быть на Xbox 360 — GameSpy
- Выбор читателей — GameSpy
- Лучшие из лучших в 2005 — GameSpy
- Лучший FPS на Xbox — IGN
- Лучшее использование звука на Xbox — IGN

### 2009 год
- Лучшая зарубежная игра за последние 5 лет — Gameland Award 2009[78]

### 2012 год
- Лучшая игра десятилетия — Spike VGA 10[79]

## Продолжения
С момента выхода Half-Life 2 Valve выпустила два прямых сюжетных продолжения и один дополнительный уровень. Изначально дополнительные эпизоды задумывались как одно большое дополнение Half-Life 2: Aftermath (с англ. — «Последствия»). Но, спустя некоторое время, было решено отказаться от разработки крупного продолжения и разбить игровую серию на три эпизода, что позволило выпускать игры чаще, раскрывая сюжет постепенно.
Действие первого эпизода Half-Life 2: Episode One (2006) развивается сразу же после окончания второй части, где Гордон и Аликс должны успеть сбежать из Сити 17, чтобы не погибнуть во время взрыва Цитадели. Спустя год вышел Episode Two, действие которого развернулось на открытых пространствах. Об Episode Three известно, что игрок посетит заброшенный в Арктике корабль «Борей» (англ. Borealis).
В октябре 2005 года был выпущен бесплатный дополнительный уровень «Lost Coast», первоначально доступный только для владельцев видеокарт ATI. Дополнение загружается через Steam и запускается как отдельная игра. Первоначально этот уровень располагался между главами «Шоссе 17» и «Песчаные ловушки», но был вырезан из игры, и впоследствии стал демонстрацией новых возможностей последней, на то время, версии движка Source: HDR-освещение, рельефные текстуры высокого разрешения и система комментариев — режим, который позволяет на отдельных этапах игры прослушивать комментарии о различных аспектах разработки.

## Переиздания и ремейки
Директор студии Saber Interactive Мэттью Карч обратился к Гейбу Ньюэллу с просьбой разрешить ремейк Half-Life 2, но получил отказ: «Извини, если мы собираемся сделать, то собственными силами».
22 августа 2023 года на Gamescom 2023 была анонсирована Half-Life 2 RTX — официальное переиздание, согласованное с Valve, разработкой которого занимается команда Orbifold Studios, сформированная из модмейкеров, создававших моды для Half-Life 2, и поддерживаемая Nvidia. Отличительной особенностью является внедрение технологии трассировки лучей RTX от Nvidia, что повлияло на отображение материалов, освещение и прочее. Помимо этого, переиздание будет содержать полностью переделанные игровые ассеты.

## Саундтрек
Все нижеперечисленные треки были написаны музыкантом Келли Бейли. Некоторые из них являются оригинальными треками из Half-Life, в Half-Life 2 они переименованы. Обладатели специального коллекционного издания игры, помимо прочих бонусов, получили CD с оригинальными саундтреками. В 2020 году был переиздан, как и саундтрек всех игр Valve, на лейбле Ipecac.
| №   | Название                                              | Длительность |
| --- | ----------------------------------------------------- | ------------ |
| 1.  | «Hazardous Environments (Valve Theme [Long Version])» | 1:22         |
| 2.  | «CP Violation»                                        | 1:43         |
| 3.  | «The Innsbruck Experiment»                            | 1:05         |
| 4.  | «Brane Scan»                                          | 1:38         |
| 5.  | «Dark Energy»                                         | 1:30         |
| 6.  | «Requiem for Ravenholm»                               | 0:31         |
| 7.  | «Pulse Phase»                                         | 0:45         |
| 8.  | «Ravenholm Reprise»                                   | 0:50         |
| 9.  | «Probably Not A Problem»                              | 1:24         |
| 10. | «Calabi-Yau Model»                                    | 1:44         |
| 11. | «Slow Light»                                          | 0:42         |
| 12. | «Apprehension and Evasion»                            | 2:15         |
| 13. | «Hunter Down»                                         | 0:13         |
| 14. | «Our Resurrected Teleport»                            | 1:09         |
| 15. | «Miscount Detected»                                   | 0:46         |
| 16. | «Headhumper»                                          | 0:06         |
| 17. | «Triage at Dawn»                                      | 0:43         |
| 18. | «Combine Harvester»                                   | 1:23         |
| 19. | «Lab Practicum»                                       | 2:52         |
| 20. | «Nova Prospekt»                                       | 1:55         |
| 21. | «Broken Symmetry»                                     | 0:53         |
| 22. | «LG Orbifold»                                         | 2:50         |
| 23. | «Kaon»                                                | 1:09         |
| 24. | «You're Not Supposed to Be Here»                      | 2:39         |
| 25. | «Suppression Field»                                   | 1:01         |
| 26. | «Hard Fought»                                         | 1:13         |
| 27. | «Particle Ghost»                                      | 1:38         |
| 28. | «Shadows Fore and Aft»                                | 1:24         |
| 29. | «Neutrino Trap (Hurricane Strings)»                   | 1:33         |
| 30. | «Zero Point Energy Field (Cavern Ambiance)»           | 1:40         |
| 31. | «Echoes of a Resonance Cascade (Space Ocean)»         | 1:36         |
| 32. | «Black Mesa Inbound (Vague Voices)»                   | 2:11         |
| 33. | «Xen Relay (Threatening Short)»                       | 0:37         |
| 34. | «Tracking Device (Credits / Closing Theme)»           | 1:01         |
| 35. | «Singularity (Traveling Through Limbo)»               | 1:17         |
| 36. | «Dirac Shore (Dimensionless Deepness)»                | 1:24         |
| 37. | «Escape Array (Electric Guitar Ambiance)»             | 1:24         |
| 38. | «Negative Pressure (Steam in the Pipes)»              | 1:55         |
| 39. | «Tau-9 (Drums and Riffs)»                             | 2:03         |
| 40. | «Something Secret Steers Us (Nuclear Mission Jam)»    | 2:00         |
| 41. | «Triple Entanglement (Sirens in the Distance)»        | 1:30         |
| 42. | «Biozeminade Fragment (Alien Shock)»                  | 0:30         |
| 43. | «Lambda Core (Diabolical Adrenaline Guitar)»          | 1:44         |